# Haloceratidae
Haloceratidae is een familie van weekdieren uit de klasse van de Gastropoda (slakken).

## Geslachten
- Haloceras Dall, 1889
- Zygoceras Warén & Bouchet, 1991